# Dysstroma albata
Dysstroma albata är en fjärilsart som beskrevs av Culot 1917. Dysstroma albata ingår i släktet Dysstroma och familjen mätare. Inga underarter finns listade i Catalogue of Life.